# Los Angeles Flower District (Los Angeles)
Il Flower District è un quartiere della Downtown di Los Angeles composto da 6 blocchi dedicati interamente al Marketplace floreale. Si estende dalla San Pedro Street ovest a Maple Street e dalla Seventh Street south alla Ninth Street.
Nel quartiere sono presenti quasi 200 rivenditori di fiori all'ingrosso. Il commercio prese il via circa un centinaio di anni fa con il mercato dei fiori posto vicino a Santa Monica. Negli anni crebbe fino a diventare quello che oggi è il distretto dei fiori più grande di tutti gli Stati Uniti.
Il mercato apre molto presto alla mattina dal lunedì al sabato e chiude nel primo pomeriggio. Ogni fiore reciso disponibile in commercio può essere qui acquistato.

## Storia
All'inizio del 1900 i floricoltori di Los Angeles guidavano i loro carri trainati da cavalli fino al centro di Los Angeles al mercato per vendere i loro prodotti. Nel 1905 James Vawter, un importante produttore di garofani di Santa Monica, creò sulla Spring Street il primo mercato dedicato solamente al commercio dei fiori.